# Thupten Jampaling

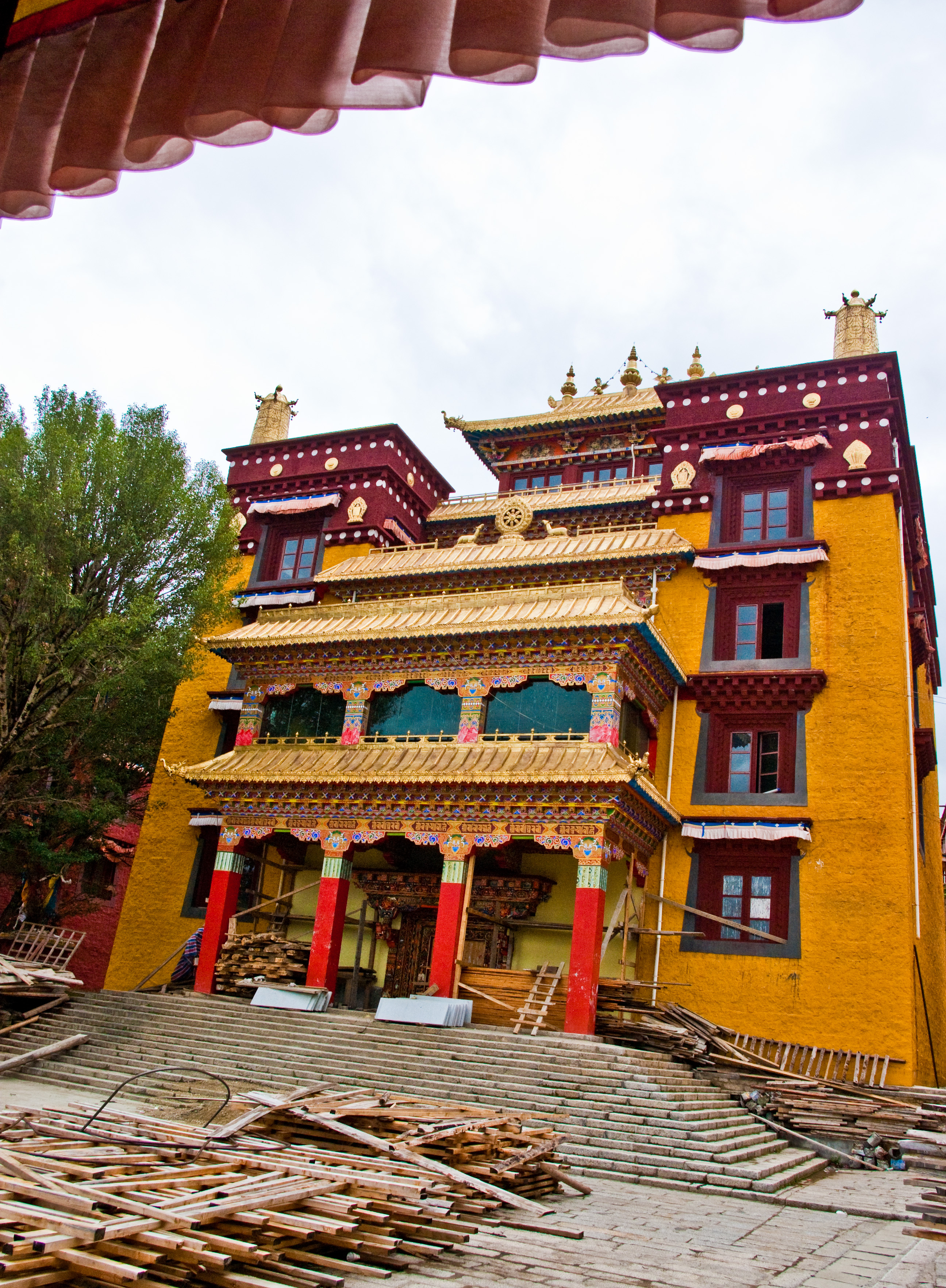
Deel van het klooster, 2009

Thupten Jampaling, ook wel klooster van Litang, is een Tibetaans klooster in het arrondissement Litang in de provincie Sichuan, voorheen de regio Kham. Het klooster bevindt zich dicht bij de plaats Litang en behoort tot de gelugorde in het Tibetaans boeddhisme.

## Geschiedenis

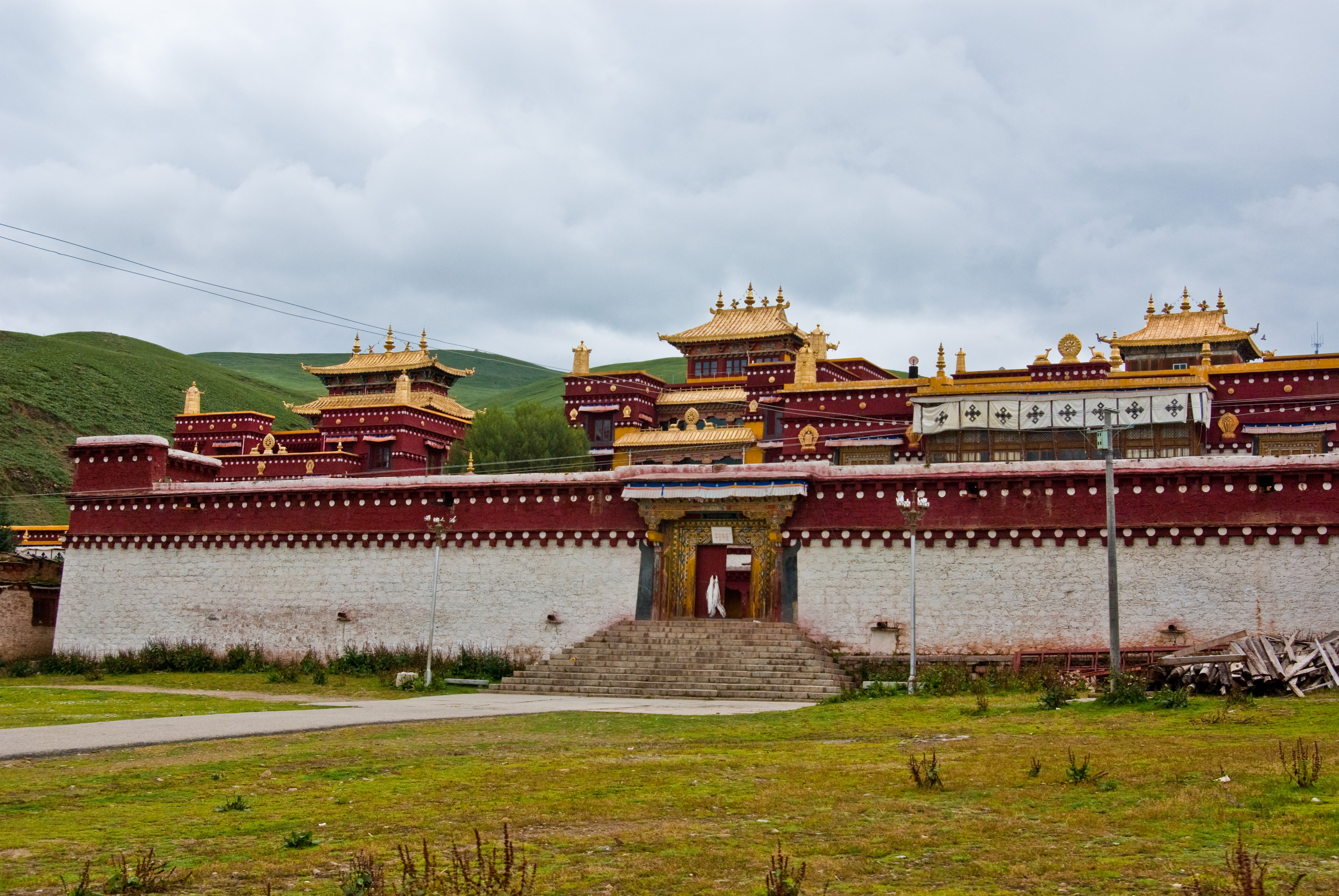
Ingang van het klooster, 2009

Het klooster werd gebouwd in 1560 en gesticht door de derde dalai lama, dezelfde tijd waarin het klooster Kumbum werd gebouwd.
In de jaren '50 van de 20e eeuw werd het klooster gebruikt door het Tibetaanse verzet, waarna het twee maanden werd belegerd door het Chinese leger en vervolgens geheel gebombardeerd werd op 1 juni 1956. Hierbij kwamen honderden monniken en nonnen om het leven en werden ook levende geestelijken in de massagraven gedumpt.
Tijdens de ontspanning van begin jaren '80 trof een delegatie van de Tenzin Gyatso dalai lama op de plek nog steeds de ruïne aan. Pas later is het klooster herbouwd.
De abt van het klooster, Tenzin Delek Rinpoche werd door de veertiende dalai lama erkend als de reïncarnatie van de vorige abt van het klooster.